# 사과풍년
〈사과풍년〉은 조선민주주의인민공화국의 혁명가극인 《금강산의 노래》 가운데 나오는 현대 무용 작품으로, 4대 혁명무용의 하나로 꼽히고 있다. 4대 혁명무용 가운데〈사과풍년〉과 〈키춤〉의 두 작품은 별도의 무용이 아닌 혁명가극의 가극 무용에 속한다.
이 춤은  《금강산의 노래》 중 제3장 〈선과장〉에 등장하며, 주인공이 근무하는 협동농장에서 사과 풍년을 맞아 다함께 춤을 추며 기뻐한다는 내용으로 이루어져 있다. 바구니를 든 12명의 여성 무용수가 사과나무가 보이는 무대에서 농장원 처녀를 연기하며 노동의 기쁨과 사회주의 체제의 우월성이라는 작품의 주제를 전달한다.

## 참고자료
- 《조선중앙통신》 (2002.5.3) 무용 〈사과풍년〉
- KBS 온라인 오피스, 북한백과 - 4대 혁명무용 | 공연